# Trosteanîțea, Malîn
Trosteanîțea (în ucraineană Тростяниця) este un sat în comuna Ustînivka din raionul Malîn, regiunea Jîtomîr, Ucraina.

## Demografie
Componența lingvistică a localității Trosteanîțea
     Ucraineană (98,89%)
     Rusă (1,11%)
Conform recensământului din 2001, majoritatea populației localității Trosteanîțea era vorbitoare de ucraineană (98,89%), existând în minoritate și vorbitori de rusă (1,11%).